# 대공마룡 가이킹
대공마룡 가이킹(大空魔竜ガイキング)은 1976년 4월 1일부터 1977년 1월 27일까지 후지 TV에서 방영한 로봇 애니메이션이다.

## 개요
토에이의 로봇 애니메이션으로 마징가 시리즈 3부작과 혹성로보 단가드A에 이은 슈퍼로봇 애니메이션 작품이다.

## 같이 보기
- 마징가 Z
- 마징가 Z: 인피니티